# Brad Wheal
Bradley Thomas James Wheal (nacido el 28 de agosto de 1996) es un jugador de cricket de Escocia. En septiembre de 2021, Wheal fue incluido en el equipo provisional de Escocia para la Copa del Mundo Twenty20 masculina del Consejo Internacional de Críquet de 2021.

## Carrera internacional
En agosto de 2015 jugó para Escocia XI contra MCC en Titwood, Glasgow, tomando siete terrenos. Posteriormente, pasó por la vía rápida a la selección para el equipo completo de Escocia, y en diciembre de 2015 fue incluido en el equipo para la gira de Hong Kong. El 26 de enero de 2016, Wheal hizo su debut en One Day International con Escocia contra Hong Kong en el Campeonato Mundial de Cricket de la ICC 2015-17. El 30 de enero de 2016, hizo su debut en el Twenty20 International con Escocia contra Hong Kong.